# Нитрид-трихлорид молибдена
Нитрид-трихлорид молибдена — неорганическое соединение
молибдена, азота и хлора с формулой MoNCl3,
красно-коричневые кристаллы.

## Получение
- Пропускание хлороазида через раствор хлорида молибдена(V) в тетрахлорметане:

{\displaystyle {\mathsf {2MoCl_{5}+2ClN_{3}\ {\xrightarrow {77^{o}C}}\ 2MoNCl_{3}\downarrow +2N_{2}+3Cl_{2}}}}
- Добавление раствора хлороазида в тетрахлорметане к суспензии гексакарбонила молибдена:

{\displaystyle {\mathsf {2Mo(CO)_{6}+4ClN_{3}\ {\xrightarrow {10^{o}C}}\ 2MoNCl_{3}\downarrow +12CO+N_{2}+3Cl_{2}}}}

## Физические свойства
Нитрид-трихлорид молибдена образует красно-коричневые кристаллы
триклинной сингонии,
пространственная группа P 1,
параметры ячейки a = 0,914 нм, b = 0,767 нм, c = 0,815 нм, α = 108,8°, β = 99,3°, γ = 108,6°.
Быстро гидролизуется во влажном воздухе.
Не растворяется в тетрахлорметане,
растворяется в оксихлориде фосфора.
В газовой фазе является мономером, в твёрдом состоянии — тетрамер.